# Deutsche Meisterschaft im Straßenrennen 1948
Die Deutschen Meisterschaften im Straßenrennen 1948 fanden am 23. Mai statt. Das Rennen führte über 225 Kilometer auf einem Kurs quer durch Niedersachsen. Es war die 23. Austragung der Meisterschaften für die Berufsfahrer.

## Rennverlauf
Trotz schlechter Wetterbedingungen, es regnete während des gesamten Wettbewerbes, wurde es ein kampfbetontes und schnelles Rennen. Der Sieger erreichte ein Stundenmittel von 38,6 Kilometern pro Stunde. Am Start waren etwas mehr als 80 Berufsfahrer mit einer Lizenz des Bundes Deutscher Radfahrer. Nach 35 Kilometern initiierte Werner Richter eine zehnköpfige Spitzengruppe, die lange führte. Das Rennen wurde zur Halbzeit für 20 Minuten für eine Verpflegung der Fahrer neutralisiert. Bei Stadthagen stürzten Otto Weckerling und Hermann Schild schwer, Schild musste das Rennen aufgeben. Wenige Kilometer vor dem Ziel schlossen zwei Verfolgergruppen zur Spitze auf. Im Moment des Zusammenschlusses trat Otto Schenk an und sicherte sich einen Vorsprung von mehreren hundert Metern, den er bis ins Ziel verteidigte. Den Sprint der Verfolgergruppe, gewann Heinrich Schwarzer.

## Ergebnis
|     | Fahrer             | Ort         |
| --- | ------------------ | ----------- |
| 01. | Otto Schenk        | Schweinfurt |
| 02. | Heinrich Schwarzer | München     |
| 03. | Georg Voggenreiter | Nürnberg    |
| 04. | Erich Bautz        | Dortmund    |
| 05. | Otto Ziege         | Berlin      |
| 06. | Süß                | Dortmund    |
| 0 … |                    |             |